# Гончарова Марія Прохорівна
Марія Прохорівна Гончарова - (нар. 29 травня 1944 року).  Заслужений працівник культури України. Художній керівник хорової студії та зразкового художнього колективу камерного хору “Ave Maria” міста Рівне.
Член Національної Всеукраїнської музичної спілки, володар мистецької премії ім. Г.Жуковського.
Історія хору
Створений в Рівненському міському Палаці школярів в 1968 році Володимиром Островським хор «Рівненські дзвіночки». У 1974-му хор очолив М. Довганич, з 1976 року хором керує заслужений працівник культури України Марія Гончарова.
Отримавши звання «Зразковий», завоювавши звання Лауреата ІІ премії Всеукраїнського конкурсу ім. М. Д. Леонтовича (1988 р., м. Київ), хор заслужено визнаний на теренах України і зарубіжжя.
Обмінні концертні поїздки, подорожі. Польща, Чехія, Австрія, Німеччина, Словаччина, Болгарія, Греція, Естонія, Італія, Франція, Люксембург - це країни,в яких побував. хор за роки незалежності України.
З 1993 року хор під назвою – «Ave Maria» – працює в музичній школі № 2 м. Рівне, а з вересня 2008 року – в Рівненському міському Палаці дітей та молоді.
Зразковий камерний хор "Ave Maria" виховав сотні дівчаток та хлопчиків, став найпопулярнішим хоровим колективом на Рівненщині. Занесений в енциклопедію "Мистецькі колективи України", а його керівник, Марія Гончарова, - в енциклопедію "Жінки України".
25 серпня 2019 року - отримання Ордену "За заслуги перед містом" І ступеня. Відзнаку вручили під час урочистостей з нагоди Дня міста Рівне.
15 листопада 2021 року - президент України Володимир Зеленський , призначив Гончаровій Марії Прохорівні - довічну державну стипендію видатним діячам культури і мистецтва.